# Croglio-Castelrotto

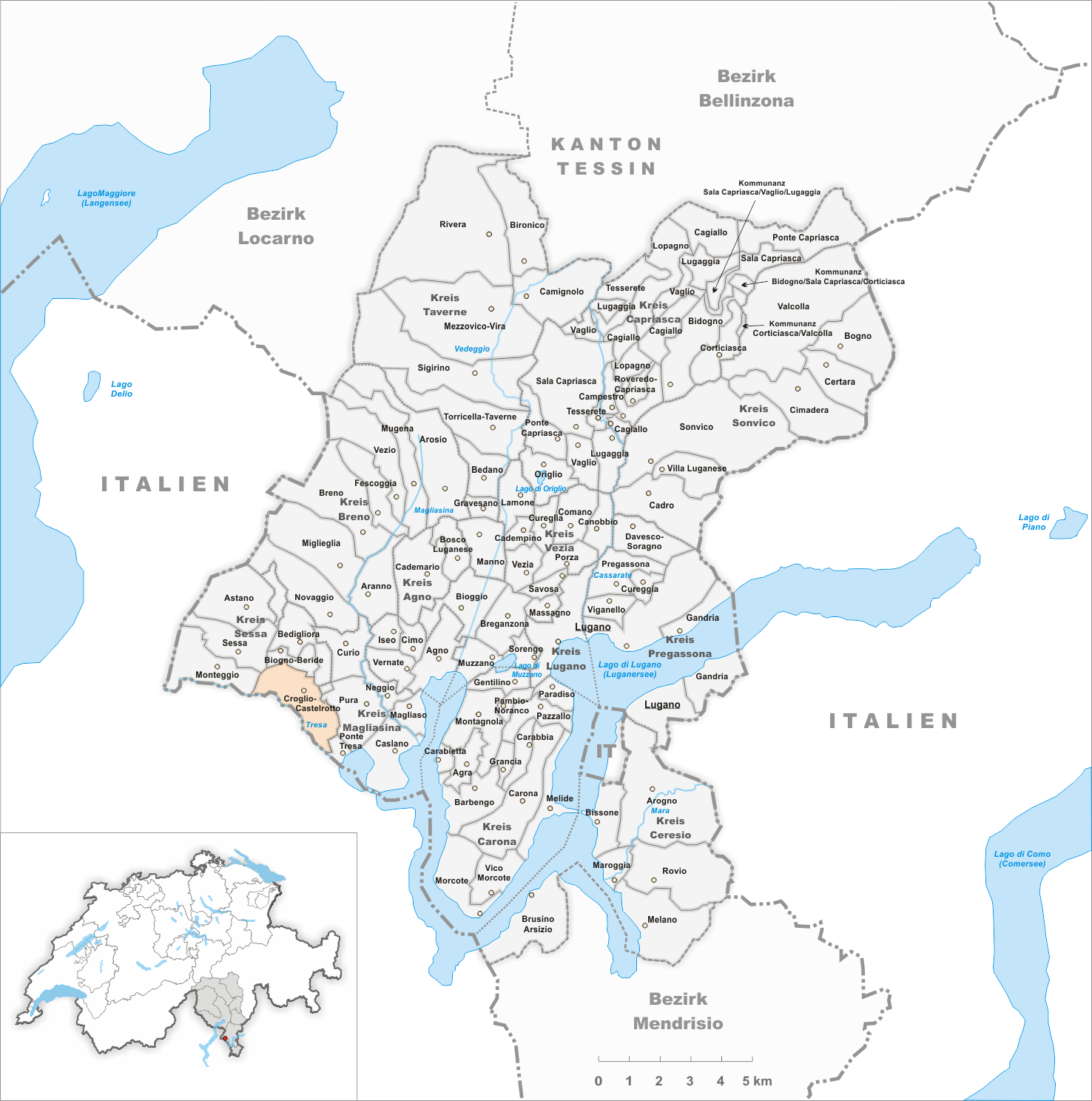
Gemeindestand vor der Fusion von 1976

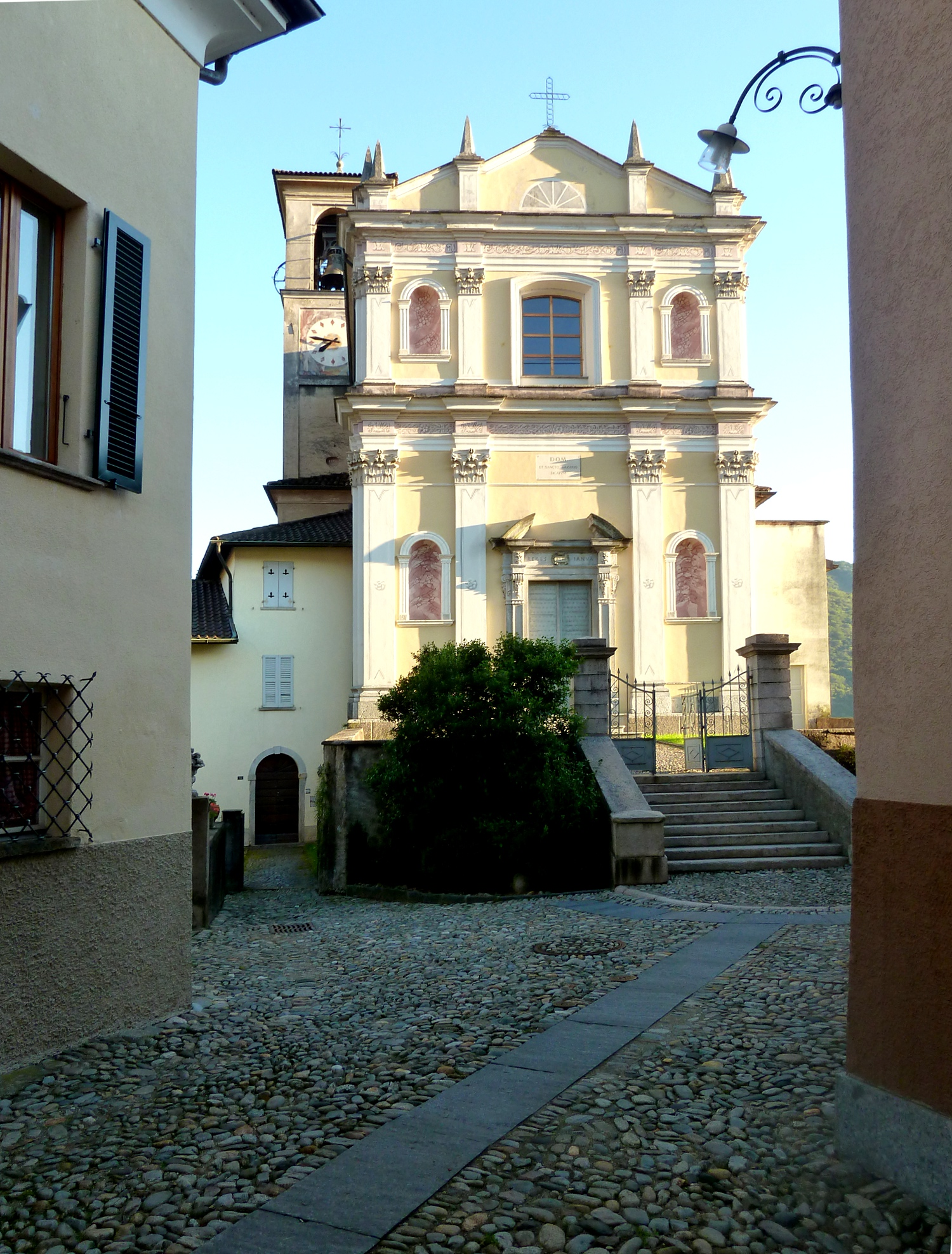
Pfarrkirche San Nazzaro

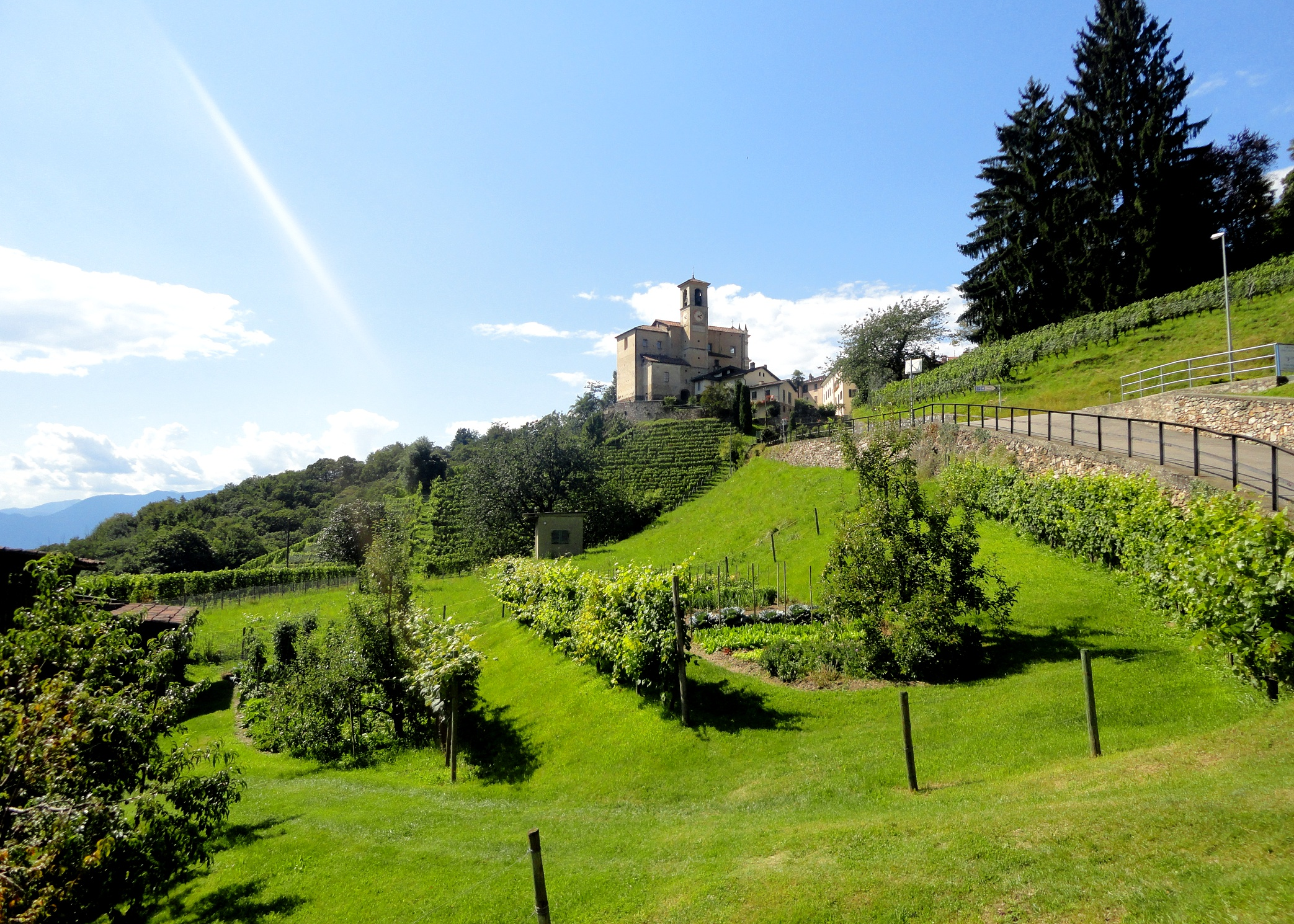
Castelrotto, Weinrebe

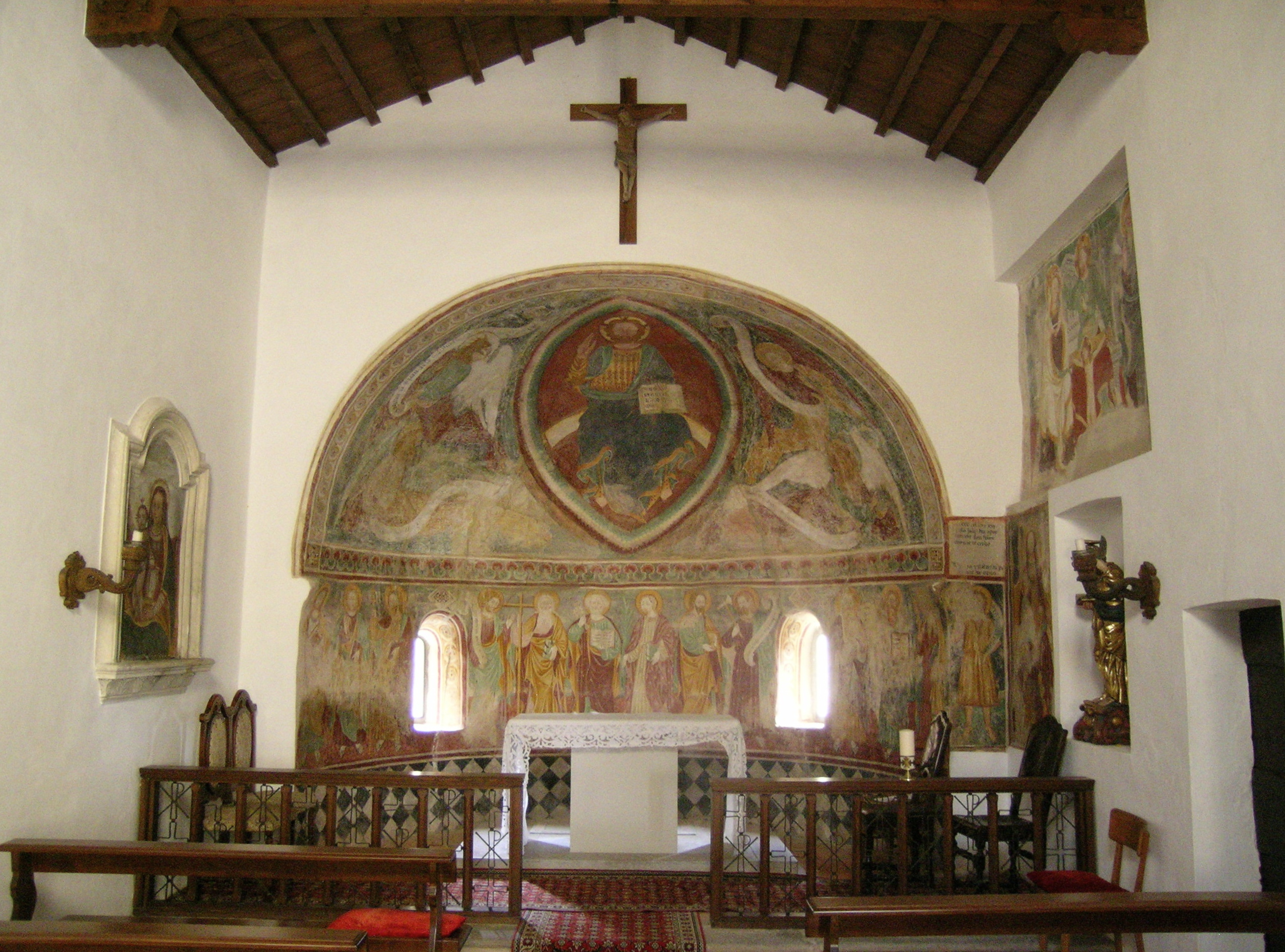
Oratorium San Bartolomeo

Croglio-Castelrotto war bis zum Jahre 1975 eine politische Gemeinde im Schweizer Kanton Tessin. Heute gehört ihr Gebiet zur 2021 gebildeten Gemeinde Tresa.

## Geographie
Das Dorf Croglio liegt auf 345 m ü. M. im Malcantone, am Nordhang des Tales der Tresa und zweieinhalb Kilometer nordwestlich der Station Ponte Tresa TI der Linie Lugano-Ponte Tresa.

## Geschichte
Im Mittelalter hatte Croglio den Status eines borgo (1335 burgus de Crolio), wahrscheinlich weil es gegenüber dem angrenzenden mailändischen Gebiet eine Verteidigungsfunktion hatte. 1126, fast am Ende des zehnjährigen Kriegs zwischen Como und Mailand (1118–1127), zerstörten die Mailänder Truppen die zum Comer Besitz gehörende Burg Albeleto. Deren Ruinen hätten – so die Überlieferung – den Namen Castelrotto (Castrum Ruptum) bewirkt.
1976 fusionierte Croglio-Castelrotto mit der Gemeinde Biogno-Beride TI zur neuen Gemeinde Croglio, welche 2021 in der neuen Gemeinde Tresa aufging.

## Bevölkerung
| Bevölkerungsentwicklung | Bevölkerungsentwicklung | Bevölkerungsentwicklung | Bevölkerungsentwicklung | Bevölkerungsentwicklung | Bevölkerungsentwicklung | Bevölkerungsentwicklung | Bevölkerungsentwicklung |
| ----------------------- | ----------------------- | ----------------------- | ----------------------- | ----------------------- | ----------------------- | ----------------------- | ----------------------- |
| Jahr                    | 1626                    | 1801                    | 1850                    | 1900                    | 1930                    | 1950                    | 2000                    |
| Einwohner               | 479                     | 614                     | 959                     | 821                     | 581                     | 610                     | 865                     |

## Sehenswürdigkeiten
Das Dorfbild ist im Inventar der schützenswerten Ortsbilder der Schweiz (ISOS) als schützenswertes Ortsbild der Schweiz von nationaler Bedeutung eingestuft.
- Pfarrkirche San Nazzaro[4]
- Villa Orizzonte[4]
- Friedhofskapelle Bordonzotti[4]
- Wohnhaus De Matteis[4]
- Wohnhaus Vallombrosa[4]
- Museo della grappa[4][5]

## Persönlichkeiten
- Luigi Rossi, Anwalt, Politiker, Tessiner Staatsrat.[6]
- Giovanni Rossi, Arzt, Politiker, Staatsrat.[7]
- Giancarlo Zappa (1928–2010), Lehrer, Gründer des Museo del Malcantone in Curio TI.[8][9]